# Clarke Abel

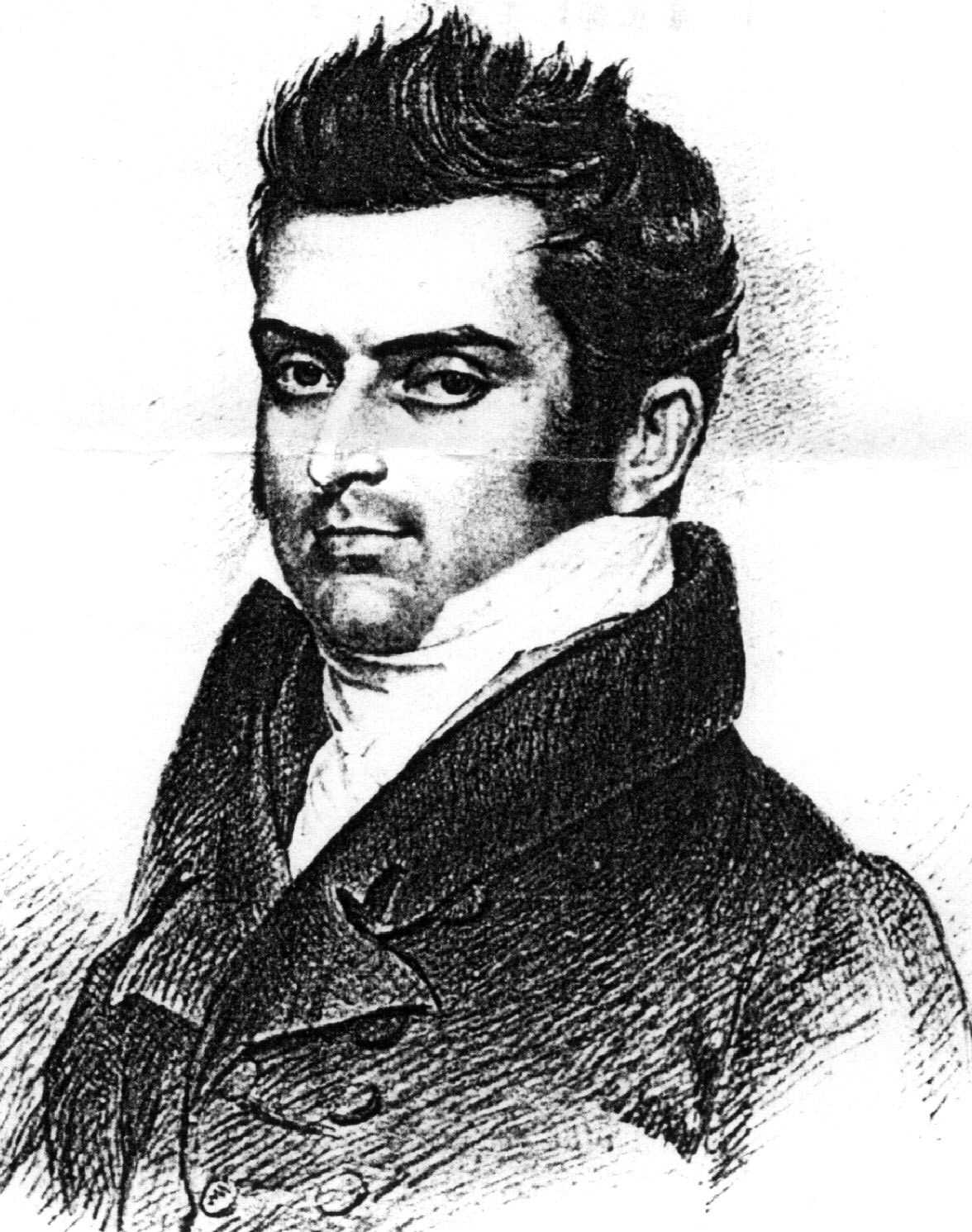
Clarke Abel

Clarke Abel (sinh 5 tháng 9, 1780 – mất 24 tháng 11 năm 1826) là một nhà phẫu thuật và tự nhiên học người Anh. Ông là Ủy viên của Hội Hoàng gia từ tháng 3 năm 1819. Ông cũng là thành viên của Hội Địa chất Luân Đôn. Ông trở thành phẫu thuật viên trưởng của toàn quyền Ấn Độ. Ông mất tại Cawnpore, Ấn Độ vào ngày 24 tháng 11 năm 1826, khi được 46 tuổi.

## Đóng góp
Năm 1816 trong khi ở Trung Quốc, ông thu thập các mẫu vật và hạt giống của cây trồng mà sau này được mang tên ông là Abelia chinensis. Mặc dù sau đó, ông bị đắm tàu và bị cướp biển tấn công trên đường trở về Anh Quốc, khiến cho ông mất tất cả các mẫu vật, tuy nhiên ông vẫn có thể xoay xở để định danh được giống Abelia Trung Quốc. Một cách may mắn, ông đã để lại một số mẫu vật cho một người quen ở Trung Quốc, người này sau đó đã đáp ứng yêu cầu trả lại các mẫu vật cho ông, giúp cho chúng ta biết được giống Abelia Trung Quốc ngày nay. Abel đồng hành với Lord Amherst trong chuyến đi của ông này đến Trung Quốc vào năm 1816 với tư cách là một nhà tự nhiên học. Sau chuyến đi, ông viết và cho xuất bản cuốn sách Narrative of a Journey in the Interior of China (1818).
Ông là nhà khoa học Tây phương đầu tiên ghi nhận sự hiện diện của orangutan trên đảo Sumatra. Loài sinh vật này, được gọi theo tên khoa học là Pongo abelli, có được đặt theo tên ông.